# VR Sr1
De Sr1, is een elektrische universeel locomotief voor het goederenvervoer en het personenvervoer van de VR-Yhtymä (VR).

## Geschiedenis
In het najaar van 1970 werd een aanbesteding geplaatst voor de bouw van 27 locomotieven. Hierop werden de Russische Lokomotieffabrik uit Novotsjerkassk en de Strömberg Ab aangewezen. De eerste locomotief werd in 1971 als 3000 gepresenteerd. In 1973 werd een order van 110 locomotieven geplaatst bij Lokomotieffabrik Novotsjerkassk en door Strömberg Ab, die tegenwoordig onderdeel van Asea Brown Boveri. De prototype locomotief 3000 werd in 1995 omgebouwd en als 3112 afgeleverd.

### Ongeval
Op 12 augustus 1998 botsten de Intercity trein 1972 van Iisalmi via Kouvola naar Helsinki bij het station Suonenjoki getrokken door locomotief 3031 frontaal met goederentrein T 2051 getrokken door locomotief 3042. Bij dit ongeval kwamen beide machinisten om het leven. Beide locomotieven werden hersteld.

## Constructie en techniek
De locomotief heeft een stalen frame. Iedere motor drijft een as aan.
De locomotieven zijn naast de buffers voorzien van automatische koppelingen.

### Nummers
De locomotieven werden door VR-Yhtymä Oy als volgt genummerd:
- 1971: 3000 → (prototype, in 1995 als 3112 geleverd)
- 1973: 3001 - 3004
- 1974: 3005 - 3006
- 1975: 3007 - 3027
- 1976: 3028 - 3039
- 1977: 3040 - 3051
- 1978: 3052 - 3063
- 1979: 3064 - 3075
- 1980: 3076 - 3085
- 1981: 3086 - 3092
- 1982: 3093 - 3098
- 1983: 3099 - 3104
- 1984: 3105 - 3109
- 1985: 3110
- 1993: 3111
- 1995: 3112 → (naam: Siberische Wolf)

## Treindiensten
Deze locomotieven worden door VR-Yhtymä Oy ingezet in het goederenvervoer en in de Intercity treinen op de volgende trajecten: